# Trtna uš
Trtna ali trsna uš (znanstveno ime Viteus vitifoliae) je žuželka iz družine filokserid, sorodne listnim ušem. Splošno znana je kot škodljivec, ki uničuje korenine vinske trte in povzroča odmiranje rastline.

## Izvor
Trtna uš izvira iz severne Amerike, kjer se prehranjuje z nekaterimi divjimi vrstami trt. V domovini je razširjena tako na vzhodu, kot na zahodu današnjih ZDA.

## Zgodovina in posledica širjenja trtne uši

### Evropa
Trtna uš je v Evropo prišla okoli leta 1860, najprej v Veliko Britanijo, od tam pa s sadikami v  Avstro-Ogrsko s »pomočjo« strokovnjakov državne sadjarske in vinogradniške poskusne postaje iz Klosterneuburga, ki so želeli razviti proti oidiju odporno vrsto trte. Kasneje se je žuželki, kljub strogim ukrepom, ki bi morali preprečiti njeno nadaljnje raznašanje, uspelo naseliti skoraj v vseh predelih, kjer je rasla vinska trta.

### Slovenija
Na Slovenskem so trtno uš prvič opazili istočasno v okolici Pirana in na Bizeljskem leta 1880. Proti uši so se vinogradniki poskušali boriti s sajenjem proti trtni uši odpornih ameriških vrst, kar pa ni pomagalo. Večino vinogradov so tako morali posekati in uničiti korenine, kasneje pa območja ponovno zasaditi.
Zaradi pomembnosti vinogradništva v teh krajih so sprožili obširno akcijo zasajanja vinogradov s cepljenimi trtami. Leta 1897 je bilo na Kranjskem okuženih 77 % vseh vinogradov, najhuje v Črnomaljskem okraju, kjer je ostalo neokuženih le 30 ha (od skupaj več kot 2100 ha) vinogradov. Med ukrepi za oživitev vinogradništva so bili brezobrestna posojila, denarne pomoči, subvencionirana cena cepljenk, brezplačno razdeljevanje cepljenk in podlag ter izobraževanje na terenu. V številnih krajih so vzpostavili trsnice, nekatere so imele status državne, druge deželne trsnice, ali pa je šlo za njihove podružnice. Velik matičnjak je bil tudi v Ljubljani, kjer pa razmere za vzgojo niso bile dobre in izpleni niso bili veliki.